# William Post Jr.
William Post Jr. (Montclair, 19 de febrero de 1901-Oklahoma City, 26 de septiembre de 1989) fue un actor e instructor de teatro estadounidense. A veces se le acreditaba sin el uso de «Jr.» siguiendo su apellido.

## Primeros años de vida
Post nació el 19 de febrero de 1901 en Montclair, Nueva Jersey. Fue educado en la Academia Phillips-Exeter y en la Universidad Yale. Después de graduarse en Yale, estudió actuación en el American Laboratory Theatre.

## Carrera
En las décadas de 1930 y 1940, Post apareció en películas y producciones de Broadway en papeles secundarios de variada prominencia, pero se destacó como uno de los seis actores que interpretaron el personaje de John Perry en la radionovela John's Other Wife.
Sin embargo, su carrera como actor desde principios de la década de 1950 en adelante la desarrolló exclusiva y extensamente en televisión. Interpretó a Harry Henderson en la versión televisiva de Beulah y a Harley Naughton en la versión televisiva de Claudia.: 192  El 6 de marzo de 1949 obtuvo el papel principal en una producción de Studio One de Julio César. Sus apariciones en Broadway Television Theatre incluyeron producciones de «The Night Cap», «The Fortune Hunter», «Three Cornered Moon», «The Letter», «The Enchanged Cottage», «Smilin' Through» y «Reflected Glory».
En Broadway, Post apareció en Richard III (1953), Love Goes to Press (1947), Calico Wedding (1945), My Sister Eileen (1940), Boyd's Daughter (1940), Madame Capet (1938), The Merry Wives of Windsor (1938), Many Mansions (1937), King Richard II (1937), Three Wise Fools (1936), A Touch of Brimstone (1935), The Eldest (1935), Strangers at Home (1934), Ah, Wilderness! (1933), When the Bough Breaks (1932), A Glass of Water (1930), Seventh Heaven (1922) y Thank You (1921). 
Post además se desempeñó durante 25 años como jefe del departamento de teatro en Finch College, una universidad para mujeres en Manhattan.

## Vida personal
El 11 de septiembre de 1941, Post se casó con la actriz Joan Castle. Luego se casó con su segunda esposa, una mujer llamada Doris.

## Muerte
Post, residente de Granite, Oklahoma, en sus últimos años, murió a la edad de 88 años en el Hospital Presbiteriano de Oklahoma City debido a enfermedad pulmonar obstructiva crónica. Le sobrevivieron su segunda esposa, Doris, y su hermano, Robert.

## Filmografía seleccionada

### Cine
- The Black Camel (1931) - Alan Jaynes
- Secret Service (1931) - Teniente Henry Dumont
- Babes on Broadway (1941) - Locutor
- Mr. and Mrs. North (1942) - Gerald P. North
- Ship Ahoy (1942) - HU Bennet
- Pacific Rendezvous (1942) - Lanny
- Sherlock Holmes and the Secret Weapon (1942) - Dr. Franz Tobel
- Se ha puesto la luna (1943) - Alex Morden
- Roger Touhy, Gángster (1944) - Joseph P. Sutton
- Bride by Mistake (1944) - Donald
- Noche en el alma (1944) - Fiscal de distrito
- The House on 92nd Street (1945) - Walker

### Televisión
- The Borden Show (1947); 1 ep. "The Dangerous Man"
- Studio One in Hollywood (1947); 1 ep. "Julius Caesar" - Julius Caesar
- NBC Presents (1949); 1 ep. "My Wife is a Liar"
- The Clock (1949); 1 ep. "Mark Wade, D.A."
- Lights Out (1951); 1 ep. "Promise"
- The Philco Television Playhouse (1949); 3 eps. "The Queen Bee," "For Love or Money," "Romeo and Juliet" - Capulet
- Colgate Theatre (1950); 3 eps. "South Wind," "Blackmail," "Two for a Penny"
- The Chevrolet Tele-Theatre (1950); 1 ep. "The Brave Man with a Cord"
- Masterpiece Playhouse (1950); 1 ep. "Richard III"
- Cameo Theatre (1950); 1 ep. "A Point of View"
- Robert Montgomery Presents (1950); 1 ep. "The Letter" - Geoffrey Hammond
- The Philco Television Playhouse (1951); 1 ep. "Parnassus on Wheels"
- Lights Out (1951); 1 ep. "Dead Man's Coat" - Francis
- Hallmark Hall of Fame (1952); 1 ep. "Prelude" - Roberts
- Line of Duty (1952); TV Movie
- Broadway Television Theatre (1952); 2 eps. "Three Cornered Moon" - Dr. Alan Stevens, "The Fortune Hunter" - Charles Trowbridge
- Beulah (1950-1952); Recurring role in 6 eps. - Harry Henderson
- Robert Montgomery Presents (1953); 1 ep. "Appointment in Samarra"
- Broadway Television Theatre (1954); 1 ep. "Reflected Glory"
- The Edge of Night (1964) - Mr. Hull
- West Point (1957); 1 ep. "Ambush"
- Harbormaster (1958); 1 ep. "Experiment with a Traitor" - Commander Gilmer
- Armstrong Circle Theatre (1958); 2 eps. "Twelve Cases of Murder," "Thirty Days to Reconsider" - Stephen James
- Young Dr. Malone (1961-1963); Recurring role - Harold Cranston
- Sunday Showcase (1959); Role in two-part episode "What Makes Sammy Run?" - Lucky Westover
- Miracle on 34th Street (1959); TV Movie - Mr. Gimbel
- Armstrong Circle Theatre (1959); 1 ep. "The Jailbreak"
- Naked City (1960); 1 ep. "A Succession of Heartbeats" - Meredith Linus
- Everglades! (1962); 1 ep. "Hideout" - Dan Erickson
- Armstrong Circle Theatre (1962); 1 ep. "Journey to Oblivion" - Nick Logan
- Ruta 66 (1963); 1 ep. "Where Are the Sounds of Celli Brahms?" - Mr. Savel
- Love Is a Many Splendored Thing (1968-1971); Recurring role - Chandler Garrison #2
- You Are There (1971); 1 ep. "The Mystery of Amelia Earhart" - Putnam
- Where the Heart Is (1971-1973); Recurring role - Dr. Joe Prescott
- The Edge of Night (1974-1975); Recurring role - Walter LePage
- First Ladies Diaries: Edith Wilson (1976); TV movie - Senator Hitchcock